# 五所真理子
五所 真理子（ごしょ まりこ、1986年度 - ）は、日本のミュージカル女優。劇団四季所属。
東京都出身、玉川大学卒業。

## 人物
中学時代に学校観劇で観た『ライオンキング』でミュージカルの素晴らしさに目覚め、大学時代に観た『コーラスライン』に衝撃を受け劇団四季のオーディション受験を決意した。2006年秋に行われたオーディションに合格し、2007年4月に劇団四季研究所入所。『ふたりのロッテ』でローザ役を演じ、初舞台を踏む。入団当時大学3年生で、劇団の活動を行いながらも勉学を全うし、2009年秋に大学を卒業した。専攻はフランス言語文化。
6歳の頃からクラシックバレエを続けてきた。

## 出演作品

### 舞台
- ふたりのロッテ - ローザ
- むかしむかしゾウがきた - おミヨ
- ウィキッド - アンサンブル
- ライオンキング - アンサンブル
- エルコスの祈り - エルコス、ローズ、ハニー
- キャッツ - シラバブ
- サウンド・オブ・ミュージック - リーズル
- 人間になりたがった猫 - ジリアン
- 美女と野獣 - アンサンブル、ベル
- 王様の耳はロバの耳 ‐ 陽だまりの精
- オペラ座の怪人 - メグ・ジリー
- ひばり - ジャンヌ

### DVD
- オペラ座の怪人 (2004年の映画) - メグ・ジリー（日本語吹き替え）